# Port lotniczy Rutland Południowy Vermont
Port lotniczy Rutland Południowy Vermont (IATA: RUT, ICAO: KRUT) – port lotniczy położony w North Clarendon, w stanie Vermont, w Stanach Zjednoczonych.